# Aleksandr Pičuškin
Aleksandr Jur'evič Pičuškin, a volte traslitterato meno correttamente come Alexander Pichushkin (in russo Алекса́ндр Ю́рьевич Пичу́шкин?; Mosca, 9 aprile 1974), è un serial killer russo, uno dei più prolifici della storia del paese. Riconosciuto colpevole di 48 omicidi, è sospettato di ulteriori crimini per un totale di 61 vittime..

## Biografia
Della sua infanzia e adolescenza si sa ben poco, anche perché ne trascorse buona parte in un centro per la salute mentale. Le notizie riprendono quando, nel 1992, conobbe a scuola un ragazzo, Michail Odijčuk, che presto diventò suo grande amico. I due un giorno progettarono un omicidio, ma il giorno prestabilito Michail ebbe delle remore rifiutandosi di compierlo. Aleksandr, per paura che potesse confessare il progetto a qualcuno, lo uccise: fu il suo primo omicidio. In seguito trovò lavoro come magazziniere presso un supermercato e la sua vita tornò a scorrere normalmente; nessuno lo accusò dell'omicidio.

### Il serial killer della scacchiera
10 anni dopo, nel 2002, Pičuškin tornò a uccidere. Secondo la sua futura deposizione, uccideva per un progetto che definiva “grandioso”: uccidere e segnare per ogni vittima una croce sulle caselle di una scacchiera che possedeva; una volta segnate tutte le 64 caselle, avrebbe portato a termine il progetto. Il luogo dove tutti gli omicidi si consumarono fu il parco di Biza a Bitcevskij, località situata vicinissimo a Mosca.
Le vittime venivano avvicinate con una scusa (un sorso di vodka o la richiesta di una spalla amica su cui piangere la morte dell'amato cane). Dopo aver conquistato la loro fiducia, ed eventualmente brindato, uccideva la vittima colpendola in testa con la bottiglia stessa o con un martello. Solitamente la colpiva mentre era girata, così da non sporcarsi i vestiti di sangue e da prenderla di sorpresa. Non sempre usava martelli e bottiglie: talvolta faceva perdere l'equilibrio al malcapitato, facendolo cadere nella fognatura e morire a seguito della caduta. I corpi venivano gettati nelle fogne del parco, dove non vennero mai rinvenuti. Aleksandr iniziò così una lunga serie di violenze che lo portò a uccidere alcune decine di persone; curiosamente, non venne mai arrestato né sospettato di niente, nonostante frequentasse il parco abitualmente.

### La fine
Nel 2006 venne arrestata una donna transessuale, che venne accusata di alcune sparizioni nel parco di Biza e nella cui borsetta venne rinvenuto un martello. Adirato nel vedere la sua opera attribuita alla donna e spinto dall'egocentrismo, Pičuškin mise a punto un piano per farsi arrestare, rinunciando all'idea di uccidere le 64 persone. Il 14 giugno invitò a cena una collega, chiamata Marina Moskalëva: dapprima si accertò che la Moskalëva avesse avvertito il figlio della sua uscita e poi la uccise a martellate nel parco di Biza, senza occultare il corpo in modo che venisse rinvenuto immediatamente. Il figlio denunciò la scomparsa della madre alla polizia il giorno successivo, e poco dopo gli agenti trovarono il cadavere sfigurato nel parco. Pičuškin, trovato dai poliziotti il 16 giugno, minacciò di suicidarsi, cosa che rese il suo arresto molto più difficoltoso. Catturato, venne fatto confessare dall'ispettore Iskandar Glimov.

### Confessione
Nella lunga confessione, che venne anche trasmessa in televisione, Aleksandr Pičuškin affermò davanti ad un investigatore di essere l'assassino del parco di Biza, rivelando il proprio modus operandi, il movente, il luogo dove i corpi erano stati nascosti e il suo primo omicidio. La polizia controllò il parco di Biza e trovò nelle fognature 48 cadaveri, tutti uccisi allo stesso modo; insieme a Michail, la vittima del 1992, le vittime accertate sono quindi 49, ma Pičuškin confessò 61 o 62 omicidi in totale.

### Il processo
Pičuškin fin dall'inizio fu riconosciuto in grado di intendere e di volere. Il suo avvocato, Pavel Ivannikov, chiese una pena a 25 anni di carcere, per controbattere all'accusa che chiedeva invece l'ergastolo: essendo in quel momento in corso in Russia una moratoria sulle esecuzioni, non era possibile condannarlo alla pena capitale. Per tutto il tempo del processo il killer seguì i dibattimenti dall'interno di una gabbia di vetro. Il 29 ottobre 2007 si concluse il processo: in meno di tre ore Pičuškin venne giudicato colpevole dal giudice Vladimir Usov di 48 omicidi (una delle vittime trovate nelle fogne era rimasta viva) e condannato all'ergastolo, nonostante i parenti delle vittime si siano battuti per la pena capitale.